# Sadów (Ukraina)
Sadów (ukr. Садів) – wieś na Ukrainie, w obwodzie wołyńskim, w rejonie łuckim, w hromadzie Torczyn. W 2001 liczyła 830 mieszkańców.
W okresie międzywojennym wieś znajdowała się w granicach II RP, wchodząc w skład gminy Torczyn w powiecie łuckim, w województwie wołyńskim.